# 会津破蔵事件
会津破蔵事件（あいづはぞうじけん）は、1948年（昭和23年）春頃より会津地方で発生した朝鮮人窃盗団による連続窃盗事件。

## 概要
1948年春頃より、会津地方で土蔵破りによる窃盗事件が多発していた。国家地方警察福島県本部では、若松地区警察署に捜査本部を設置し、周辺の各地区警察署とともに合同捜査を進めていた。
1949年10月、窃盗団の1人が警察に逮捕されたことがきっかけで、窃盗団の全貌が明らかとなった。窃盗団は3人組の朝鮮人で、いずれも窃盗の前科を持つ常習犯であった。いつしか3人は合同で土蔵破りを行うようになった。容疑が固まったものだけでも窃盗罪16件、被害総額87万円にのぼる犯行が明らかになった。盗品は既に売却され、遊興費に使われたという。